# Cas I3 Ventures
El Cas I3 Ventures també conegut com a Barçagate fou una presumpta campanya de difamació del Futbol Club Barcelona a les xarxes socials destapada el 17 de febrer de l'any 2020 pels periodistes Adrià Soldevila i Sergi Escudero del programa Què T'hi Jugues de la Cadena SER. Aquesta campanya de difamació consistiria en la contractació d'una empresa anomenada I3Ventures.sl destinada a crear estats d'opinió a les xarxes socials, a través de desenes de comptes "no oficials" del club que es dedicarien a protegir la imatge de Josep Maria Bartomeu (president del club en aquells moments) i alhora també atacar persones de diferents àmbits de l'entorn blaugrana. Entre els perfils objectius de la campanya de difamació es trobarien els de membres de la plantilla com Leo Messi o Gerard Piqué, exjugadors com Xavier Hernández, Carles Puyol o Pep Guardiola, i també personatges de l'entorn com Víctor Font (precandidat a la presidència del club), Joan Laporta, Jaume Roures, a més de perfils d'entitats independentistes i fins i tot personalitats polítiques com Quim Torra i Carles Puigdemont, Òmnium Cultural, l'Assemblea Nacional Catalana, o Tsunami Democràtic.
En un primer moment la junta directiva del Barça negà haver contractat I3 Ventures per cap campanya a les xarxes socials de millorar la imatge de la pròpia directiva i atacar altres perfils. Però el mateix dia de la publicació del cas el propi president del club Josep Maria Bartomeu anuncià que rescindirien el contracte amb I3 Ventures. Contracte que reconegué que mantenien des del 2017 i que segons les seves declaracions estava destinat a monitorar les informacions que es publicaven sobre el club a les xarxes socials.

## Cronologia del cas
| Data           | Fets |
| -------------- | --- |
| 17 febrer 2020 | El programa de ràdio "Què t’hi jugues" de la cadena Ser Catalunya presenta en exclusiva la notícia que el FC Barcelona hauria contractat l'empresa I3Ventures (dedicada a crear estats d'opinió), per generar opinió a les xarxes a favor de la directiva blaugrana i en contra de jugadors del primer equip entre els quals Leo Messi o Gerard Piqué, de l'expresident Joan Laporta i de l'empresari Jaume Roures. |
| 19 febrer 2020 | La comissió delegada del Club (incloent directius i alguns membres de la Junta) es reuneix al despatx d'Enrique Tombas, vicepresident econòmic del Barça. En aquesta reunió, Masferrer intentà convèncer els assistents de la legalitat i idoneïtat dels contractes, negant que estiguessin relacionats, Enrique Tombas proposà contractar una auditoria externa a PWC, i el president Bartomeu diria que confiava més en Jaume Masferrer i en Òscar Grau que en els membres electes de la Junta Directiva. |
| 21 febrer 2020 | Un dels membres de la Junta declarà als Mossos que en aquell dinar el president Bartomeu "va donar explicacions molt difícils de creure, fosques, vinculades a l'1 d'octubre". I hauria fet referència a pressions de Madrid per contractar I3Ventures. En petit comitè diria: "ho he fet per vosaltres dos", referint-se explícitament a dos membres de la Junta. Un empleat de l'auditora PWC també corroboraria als Mossos que Bartomeu li hauria exposat que darrere els contractes hi havia un rerefons social o polític. Un dels amics de Bartomeu declarà que "Bartomeu es va veure forçat" a fer el contracte amb I3Ventures. En aquest dinar la Junta votaria que es convoquessin eleccions, però Bartomeu els recordà que era un dinar, no una reunió de junta oficial. Bartomeu apartaria temporalment del seu càrrec Jaume Masferrer, després de la pressió que exerceix la Junta Directiva. Segons constava al sumari judicial, era un moviment aparent, perquè Masferrer continuaria cobrant el seu sou. |
| Març de 2020   | El 6 de març de 2020 el president Bartomeu prohibeix que es permeti a la "compliance officer" del Barça, Noelia Romero, l'accés a la documentació que s'ha requerit, tot i que tenia l'autorització d'un dels membres de la Junta i alhora del Comitè de Compliance. El president Josep Maria Bartomeu, com a responsable del Comitè de Compliance, envià un correu electrònic a Noelia Romero dient-li: "Et prego que m'informis immediatament de l'existència o no d'alguna investigació per part teva en relació al monitoratge de les xarxes socials i, si ho estàs fent, informar de quin és l'objectiu". |
| 10 abril 2020  | Dimitirien sis dels dinou membres de la Junta Directiva: Enrique Tombas, Emili Rousaud, Silvio Elías, Josep Pont, Maria Teixidor i Jordi Calsamiglia. D'aquesta manera el Comitè de Compliance es va quedar amb Bartomeu com a únic membre. |
| 14 abril 2020  | La Junta Directiva fou renovada, i el Barça nomenà un nou Comitè de Compliance. La persona encarregada, Noelia Romero, que rebé diversos mails del nou Comitè en què es desprenia l'hostilitat de la situació: "Estamos convencidos que así lo harás en el ejercicio de tu cargo, de tus funciones y de tus responsabilidades, que son también las nuestras", segons un mail que li fou enviat a principis de juny. A inicis de juliol, la farien fora de la feina. La seva investigació serví a la causa judicial per deixar palès que el sistema de compliance instaurat al Barça sí que funcionava. |
| 21 maig 2020   | A finals d'abril la plataforma Dignitat Blaugrana denuncià el cas Barçagate a la justícia. El 21 de maig la magistrada del jutjat d'instrucció 13 de Barcelona requerí al FBC que entregués, en un màxim de 24 hores, documentació vinculada a l'empresa I3Ventures. |
| 1 març 2021    | La Unitat Central de Blanqueig i Delictes Econòmics dels Mossos d'Esquadra detingué al llavors president del FC Barcelona, Josep Maria Bartomeu, al cap de l'Àrea de Presidència, Jaume Masferrer; al CEO, Òscar Grau, i al cap dels Serveis Jurídics, Roman Gómez Ponti. Els dos últims quedaren en llibertat després dels registres policials; Bartomeu i Masferrer quedarien detinguts fins a l'endemà després que passessin a disposició judicial. Dies després la magistrada inclouria a la investigació pels delictes d'administració deslleial i corrupció entre particulars a Carlos Ibáñez, l'administrador de les empreses del grup Nicetream contractades pel Barça. |
| 7 juny 2021    | La magistrada del cas prengué declaració a Òscar Grau, a Roman Gómez Ponti i a Carlos Ibáñez. |

## Publicació del cas
Segons l'informe publicat, el club s'hauria gastat al voltant d'un milió d'euros en la contractació, i l'import es dividí en sis parts per a que fos pagat per diversos departaments de l'entitat. La directiva va admetre haver fet la contractació però no es feu responsable de les publicacions difamatòries, assegurant que la seva demanda era només de missatges en to positiu. Aquest mateix dossier de 36 pàgines firmat per l'empresa Nicestream i enviat al club, desglossaria els sis comptes i el seu impacte a les xarxes socials amb dades que sols podia tenir qui administrés aquestes pàgines. La firma d'aquest dossier es tractaria de Carlos Rafael Ibañez Costantino, el qual és també director d'I3 Venture des de l'any 2015, i fou qui es reuní amb Jaume Masferrer, mà dreta de Bartomeu el llavors president del club, per dissenyar aquesta estratègia digital del Barça. Entre els comptes i pàgines creades amb aquesta campanya s'hi comptaria Respeto y Deporte, i Sport Leaks, Alter Sports, Justicia y Diálogo en el Deporte, Jaume un Fil de Terror i Mésqueunclub.
Carlos Ibañez tindria registrades també d'altres empreses amb noms com “NS Group”, “Illuminati Lab” i “Eye Watch”. Però l'empresa implicada en el cas Nicestream, és la que actualment es dedicaria a recollir i analitzar tècnicament "dades massives socials" per crear "coneixement científic" i "predir el comportament humà" gràcies a la seva plataforma anomenada Sentinnel que fa ús d'intel·ligència artificial per crear i protegir marques, productes, artistes, polítics i executius d'empresa.
L'estratègia comunicativa que hauria venut Nicestream i I3 Ventures a les xarxes socials, es basaria en la creació de perfils no personals automatitzats que actuarien sota ordres i interessos de la campanya comunicativa concreta. Aquests perfils es comprarien a Rússia (on el preu és més barat) i es configurarien segons la cultura de destí, se'ls dotaria d'una personalitat innòcua, i se'ls posaria a recomanar continguts diversos com vídeos de YouTube o a comentar programes de televisió. Les campanyes polítiques però es vehicularen a través de l'empresa Iluminati Lab, la qual ja havia treballat en les campanyes electorals de Sebastián Piñera, president de Xile, i en la de Rafael Correa, president de l'Equador.
El 26 de gener de 2020 es donà a conèixer una xarxa de 922 perfils a xarxes socials organitzats sota el nom intern d'Operación Némesis que es dedicaren a difondre publicacions unionistes especialment de Societat Civil Catalana. La campanya s'hauria iniciat el 28 d'octubre de 2014 amb el hashtag #vullsaber, 12 dies abans de la Consulta del 9N organitzada por la Generalitat de Catalunya, i estaria vinculada a l'entramat d'empreses que penjaven de Nicestream, vinculades a I3 Ventures. Aquesta Operación Némesis hauria sigut molt intensa entre els anys 2014 i 2015, impulsant hashtags com #arasommajoria, #juntsimillor, #hartosdeMas, #prouproces, #vullsaber, #sommes, #oasisdecorrupcion, #famigliaPujol o #circ9N, que s'acompanyaven amb els que en aquells moments utilitzava també el perfil oficial de Twiter de Societat Civil Catalana. No només actuaren a Twitter, sinó que també es crearen pàgines a Facebook com MasCatalan i Som Mes. Aquesta informació es corroboraria a més amb unes declaracions de Diego Barcia, gerent de Nicestream a l'Uruguai l'any 2018, el qual explicà com Illuminati Lab (filial de Nicestream encarregada de temes polítics) treballà en operacions contra l'independentisme català.
Jaume Masferrer Voltas, mà dreta de Josep Maria Bartomeu, deixà constància en una llibreta personal seva que "Tusquets coneix el full de ruta indepe" i també deixà anotat "Tusquets diu que tenen que actuar per impedir guanyin Presidencia Barça", junt amb quatre noms: Malet, Laporta, Tusquets i Manuel Valls. Jaime Malet, president de la Cambra de Comerç dels EUA a Barcelona, era la persona que mitjançant la seva societat Telampartner com a enllaç entre el FC Barcelona i l'empresa llatinoamericana NiceStream dies abans del referèndum de l'1 d’octubre de 2017. També Malet era un dels patrons de la Fundació Joan Boscà, una de les plataformes finançadores de Societat Civil Catalana. Tusquets en canvi era a més de l'expresident de la comissió gestora del FC Barcelona escollida per Bartomeu, candidat a la Cambra de Comerç de Barcelona en unes seleccions guanyades per Joan Canadell, candidat de l'entitat independentista ANC. I just en la campanya electoral de la Cambra de Comerç, Tusquets estigué acompanyat de Sílvia Sorribas, membre del consell d'administració de Telampartner i parella de Malet. El nom de Manuel Valls es referiria a l'exministre francès i exregidor de Barcelona. I la presència del nom de Joan Laporta en la llista seria una incògnita el motiu. Per acabar, en la nota a més de donar-se el nom de Demetrio Carceller, propietari del grup cerveser Damm, hi constarien les següents anotacions "Félix Sanz Roldán (Ex CNI) está - fichado (paraula tatxada) — en nómina". Fèlix Sanz Roldán sí que constaria com a exdirector del Centre Nacional d'Intel·ligència espanyol durant 10 anys (2009-2019), però no que estigués contractat pel Futbol Club Barcelona.

## Dimissions a la junta
El 9 d'abril de l'any 2020, Josep Maria Bartomeu demanà via telefònica la dimissió als vicepresidents Emili Rousaud i Enrique Tombas, així com se sabé que en demanava la de Silvio Elías i Josep Font, o la de Jordi Calsamiglia aquest per motius personals.
A aquests s'hi sumaren també Maria Teixidor i Jordi Calsamiglia, i tots ells ho confirmaren en una carta feta pública als mitjans de comunicació en la qual relataven els motius de la seva dimissió, relacionats amb els problemes de la directiva per gestionar tant el cas Barçagate com també les retallades salarials dins del club a causa de la pandèmia del coronavirus. La carta apel·lava també l'auditoria encarregada a PWC que hauria de servir per depurar responsabilitats així com l'eventual rescabalament patrimonial que se'n correspongués. Finalment demanaven una convocatòria d'eleccions com més aviat millor.
Emili Rousaud, un cop presentada la dimissió, seguiria en dies posteriors fent declaracions als mitjans de comunicació, en les que insinuaria corrupció dins del Futbol Club Barcelona. A les seves declaracions de "crec que algú ha ficat la mà a la caixa" afegiria que la situació no li permetia "mirar cap a una altra banda" i que per això es precipità la seva dimissió. La crisi però ja hauria començat quan la Cadena SER publicà els contractes amb les consultores externes que usaven comptes falsos per difamar l'entorn del Barça. Rousaud assenyalaria l'elevat cost de les factures pagades a I3 Ventures (segons ell molt per sobre del preu de mercat) com el detonant de les sospites.

## Denúncia d'uns socis
El 14 d'abril de 2020, un grup de vuit socis del Barça integrants de la plataforma Dignitat Blaugrana, van denunciar la junta directiva de Josep Maria Bartomeu per «presumpta corrupció i administració deslleial» després que Emili Rousaud acusés els dirigents culers de corrupció i de «posar la mà a la caixa». El cas, denominat inicialment com a Barçagate, començava a ser conegut com a Bartogate. La plataforma Dignitat Blaugrana va informar posteriorment que no tenia cap intenció electoralista i que la denúncia anava dirigida contra el president del club, Josep Maria Bartomeu, el seu assessor de presidència, Jaume Masferrer, i el responsable de l'empresa I3 Ventures, Carlos Rafael Ibáñez. El 17 de juny de 2020, el jutjat d'instrucció número 13 de Barcelona va admetre a tràmit la denúncia. i, el 22 de juliol, després de prendre declaració a l'exempleada del club, Noelia Romero, va decretar el secret de sumari.

## Auditoria i investigació
El 19 de febrer de 2020, el FC Barcelona va encarregar una auditoria externa a l'empresa Price Waterhouse Coopers (PwC) amb l'objectiu d'aclarir tots els fets. A l'espera dels resultats de l'auditoria, el club va informar, el 8 de juny de 2020, que havia prescindit dels serveis de Noelia Romero, la Compliance Officer del club, i que havia decidit acomiadar-la. El rol de Noelia Romero consistia a supervisar el compliment normatiu de l'entitat. L'endemà de l'anunci, Noelia Romero va fer públic un comunicat assegurant que, en contra del que s'havia publicat, no havia estat acomiadada i que només havia estat suspesa temporalment de sou i feina. També va afegir que els seus advocats estaven estudiant impugnar la decisió del club i que estava satisfeta d'haver complert estrictament les seves obligacions.
El 6 de juliol de 2020, l'empresa PwC va lliurar el seu informe on es confirmava que el club hauria pagat un sobrecost a l'empresa I3 Ventures i que s'hauria fraccionat el pagament mitjançant cinc factures per tal d'evitar els protocols d'aprovació interns del club. L'auditoria també informava que no s'havien detectat indicis de corrupció o difamació en la conducta de la Junta Directiva del FC Barcelona. El FC Barcelona va penjar un resum de l'auditoria a la web, però no va fer públic el document sencer.
El 9 de juliol de 2020, el FC Barcelona anunciava l'acomiadament de la Compliance Officer, Noelia Romero. Segons els portaveus del club, Romero hauria actuat de manera irregular elaborant un informe intern paral·lel a l'auditoria externa de PwC assumint tasques que no li corresponien. Romero va emetre un comunicat en què es manifestava sorpresa per les afirmacions del responsable jurídic del Barça, Román Gómez Ponti, i del portaveu, Josep Vives, en la presentació de les conclusions de l'auditoria de PwC i es posava a disposició de l'autoritat judicial per prestar declaració sobre l'informe que va elaborar i animava els socis a sol·licitar del club el text complet de l'auditoria.
El precandidat a les eleccions presidencials, Víctor Font, i la plataforma opositora, Manifest Blaugrana, van demanar tenir accés a l'informe complet d'auditoria, però el club, tot i haver reiterat que seria transparent i que facilitaria l'auditoria a qualsevol soci que ho demanés, s'hi va negar al·legant qüestions de confidencialitat.
A finals de juliol de 2020, el FC Barcelona seguia sense publicar el contingut complet de l'auditoria externa i el jutjat número tretze de Barcelona continuava la instrucció del cas sota secret de sumari.
EL 2 de juliol de 2021 SER Catalunya tingué accés a la informació que el Ministeri Fiscal demanà una pròrroga de la instrucció de 6 mesos, i que aquesta s'allargaria fins a finals de l'any. Pròrroga deguda a què encara faltava l'informe definitiu dels Mossos d'Esquadra, la seva posterior anàlisi i tot el buidatge del material electrònic requisat a Josep Maria Bartomeu i altres directius del FC Barcelona. En les declaracions del dia 1 de març davant dels Mossos d'Esquadra, transcendí que empleats d'I3Ventures admeteren la realitat dels comptes 'bots' a Facebook i Twitter, confirmant que la seva feina era alimentar-los i que es feien mems sobre Piqué, Guardiola o Víctor Font. També declararen haver conegut l'eliminació de dispositius que contenien informacions relacionades amb el Barça i el formateig d'ordinadors quan Price Waterhouse Cooper va demanar col·laboració per l'elaboració de l'auditoria.